# Canton de Saint-Louis-3
Cet article possède un paronyme, voir Canton de Saint-Louis.
Le canton de Saint-Louis-3 est un ancien canton de l'île de La Réunion, département d'outre-mer français de l'océan Indien. Il comprenait la commune de Cilaos et une fraction de la commune de Saint-Louis. C'est pourquoi il est également appelé, au niveau local, mais sans caractère officiel, « canton de Cilaos ».

## Histoire
| Période                                                    | Période | Identité           | Étiquette                 | Qualité                                         |
| ---------------------------------------------------------- | ------- | ------------------ | ------------------------- | ----------------------------------------------- |
| Les données antérieures à 1949 ne sont pas encore connues. |         |                    |                           |                                                 |
| 1949                                                       | 1987    | Irénée Accot       | UNR-UDT puis UDR puis UDF | Entrepreneur Maire de Cilaos (1965-1987)        |
| 1987                                                       | 1992    | Gilberte Accot     | DVD                       | Conseillère municipale de Cilaos (1983-1989)    |
| 1992                                                       | 1998    | Simon Lebreton     | RPR                       | Maire de Cilaos (1989-1995)                     |
| 1998                                                       | 2015    | Paul-Franco Técher | RPR puis UMP              | Médecin généraliste Maire de Cilaos (2001-2020) |